# Arroyo Ytororó

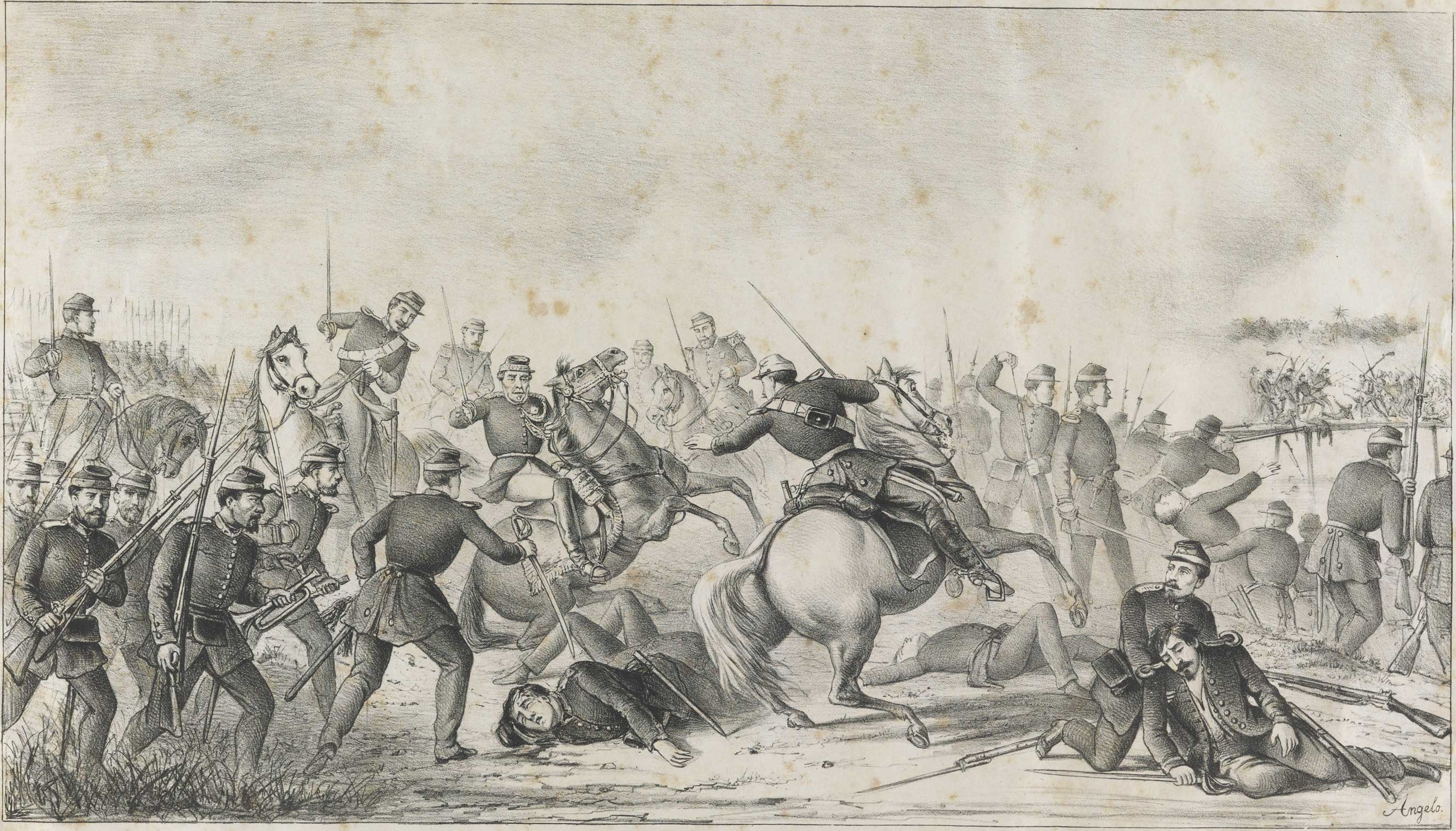
Episodio del pasaje y tomar el puente sobre el arroyo Ytororó durante la Guerra de la Triple Alianza, el 6 de diciembre de 1868 (Angelo Agostini, A Vida Fluminense, 1869).

El arroyo Ytororó es un cauce hídrico, de corto recorrido, del Departamento Central de la República del Paraguay que nace en las planicies del Ybytypanemá y desemboca en el río Paraguay (al oeste del departamento) frente a la isla Itororó, entre las jurisdicciones de los municipios de San Antonio (Paraguay) e Ypané.
Este arroyo es de gran valor histórico para los paraguayos porque en la compañía Ytororó de la jurisdicción de Ypané, el 6 de diciembre de 1868 se llevó a cabo la batalla de Ytororó durante la Guerra de la Triple Alianza, parte de la campaña de Pykysyry.
- Datos: Q5706048